# Oombergen
Oombergen is een dorp in de Belgische provincie Oost-Vlaanderen en een deelgemeente van de stad Zottegem, het was een zelfstandige gemeente tot aan de gemeentelijke herindeling van 1977. Oombergen ligt in de Vlaamse Ardennen. 

## Geschiedenis
Vroeger stond het (intussen verdwenen) Kasteel van Oombergen er. De naam Oombergen (1119 Hvmberges) komt van het Germaanse hunu berga, vrij vertaald de honingkleurige berg. De heerlijkheid Oombergen behoorde aanvankelijk toe aan het geslacht van Oyenberghe (Thomas van Oyenberghe 1242). Rond 1530 werd de heerlijkheid (rond het kasteel van Oombergen) aangekocht door de Gentse Jan Damman (bekend van het Dammansteen, het huidige Huis van Oombergen in Gent). Nazaat Kasper Damman werd op 17 januari 1645 door Filips IV van Spanje benoemd tot burggraaf van Oombergen. Marc-Antoine de Preud'homme d'Hailly († 1699), die zich burggraaf van Nieuwpoort noemde (en naar wiens familie de Nieuwpoortmolen is genoemd), trouwde in tweede huwelijk met Anne Damman, burggravin van Oombergen. De familie De Preud'homme d'Hailly de Nieuport bleef tot de Franse Tijd in België (Karel-Frans, baron van Poeke († 1721) en zoon Albert) in het bezit van Oombergen.

## Bezienswaardigheden
- De Sint-Martinuskerk
- De Nieuwpoortmolen
- De Pastorietuin van Oombergen ('speelbos drOOmbergen')

## Natuur en landschap
De kerk van Oombergen ligt op een hoogte van 68 meter. De hoogte in de deelgemeente varieert van 47-81 meter. Het belangrijkste natuurgebied is: Oombergse bossen - Cotthembos (Vallei van de Cotthembeek).

## Demografische ontwikkeling
- Bronnen:NIS, Opm:1831 tot en met 1970=volkstellingen; 1976 = inwoneraantal op 31 december

## Wetenswaardigheden
- In Den Vos, de voormalige herberg , nu restaurant nabij Steenweg op Aalst / N46
- Vanaf de 18e eeuw werd in de Sint-Martinuskerk een relikwie bewaard van de heilige Agatha, waardoor de kerk een bedevaartsoord werd. Ook ontstond de traditie van de Sint-Agathabroden, de verkoop per opbod van gewijde broden in het weekend na 5 februari. Deze religieuze folklore bestaat in Oombergen al ruim 250 jaar tijdens de kermis. Heel wat gezinnen bakken de dag voordien een speciaal brood in alle vormen en smaken. Traditiegetrouw wordt het laatste brood verkocht via het werpen van munten in een mandje. Wie de laatste munt gooit voor de gong weerklinkt, mag het brood meenemen naar huis.[3][4][5]

## Afbeeldingen

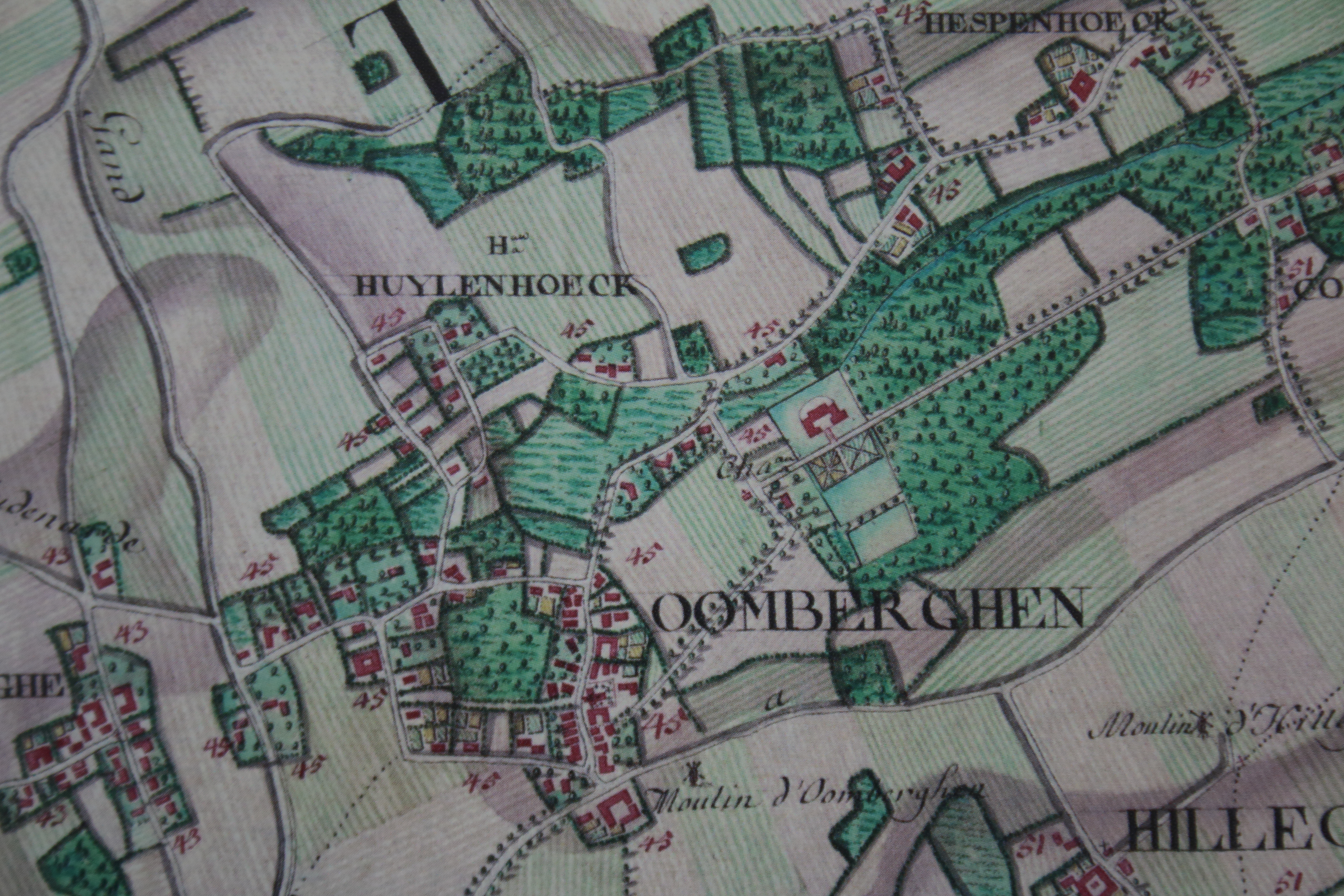
Oombergen op de Ferrariskaart
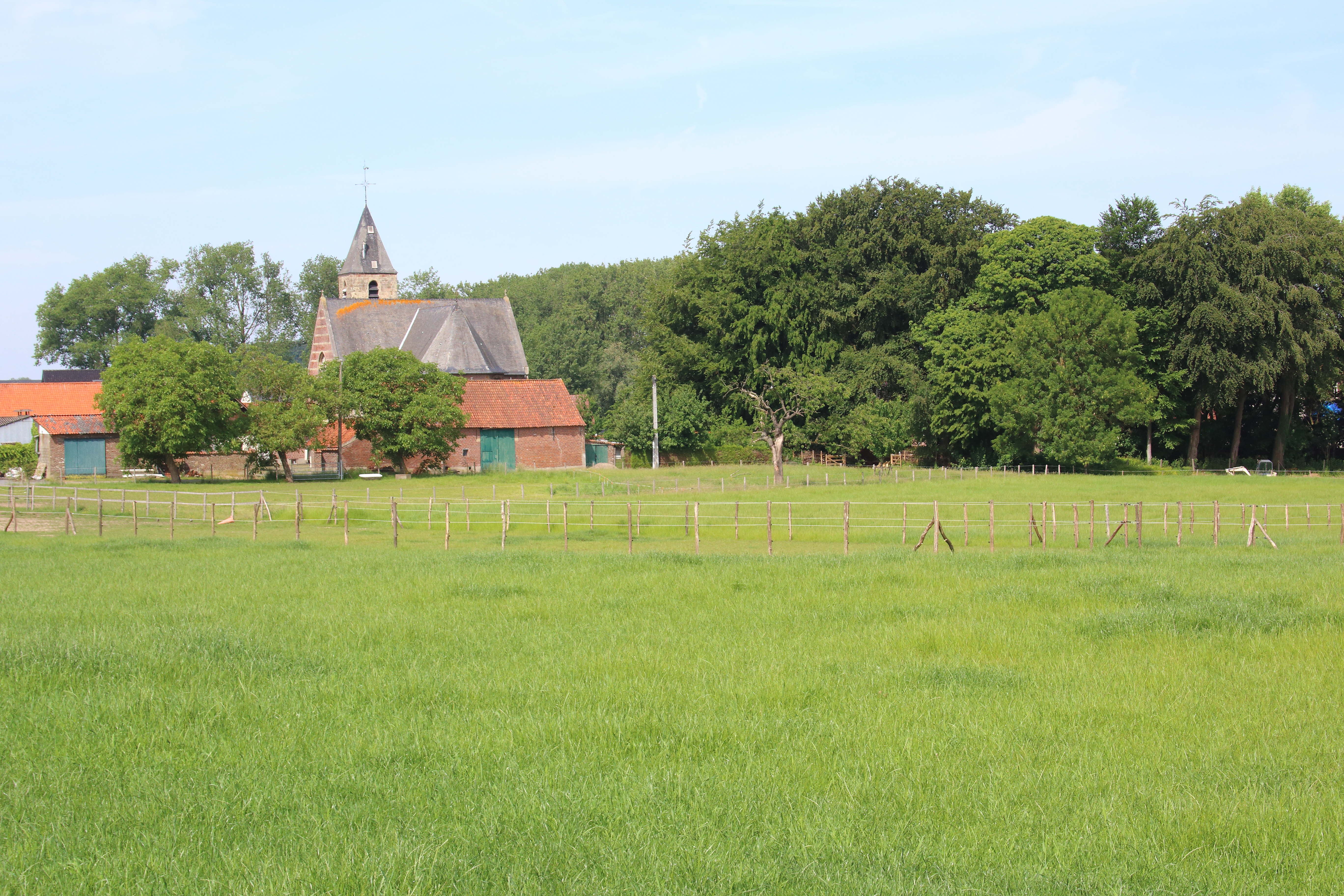
Sint-Martinuskerk  met pastorietuin.
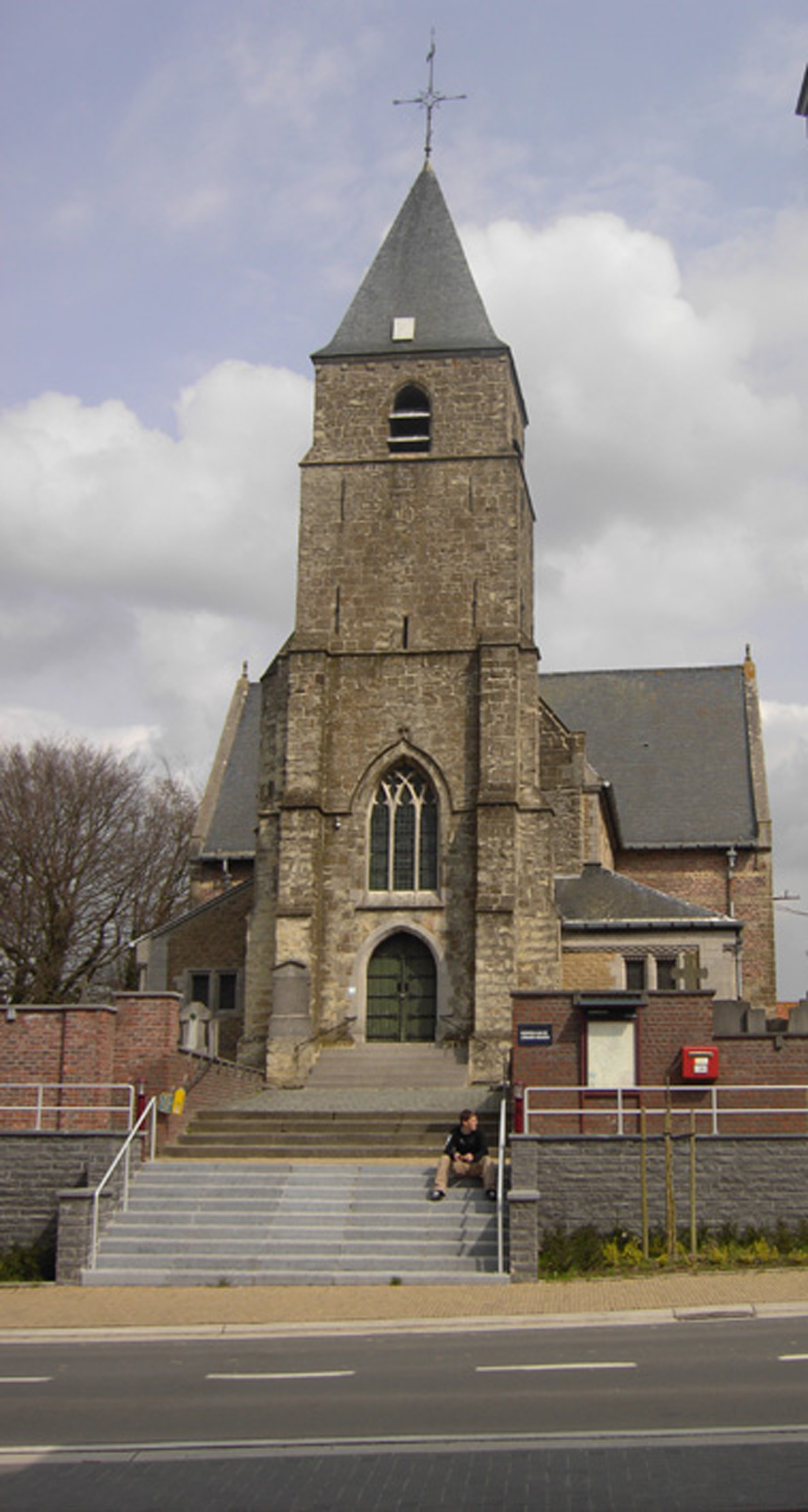
Sint-Martinuskerk.
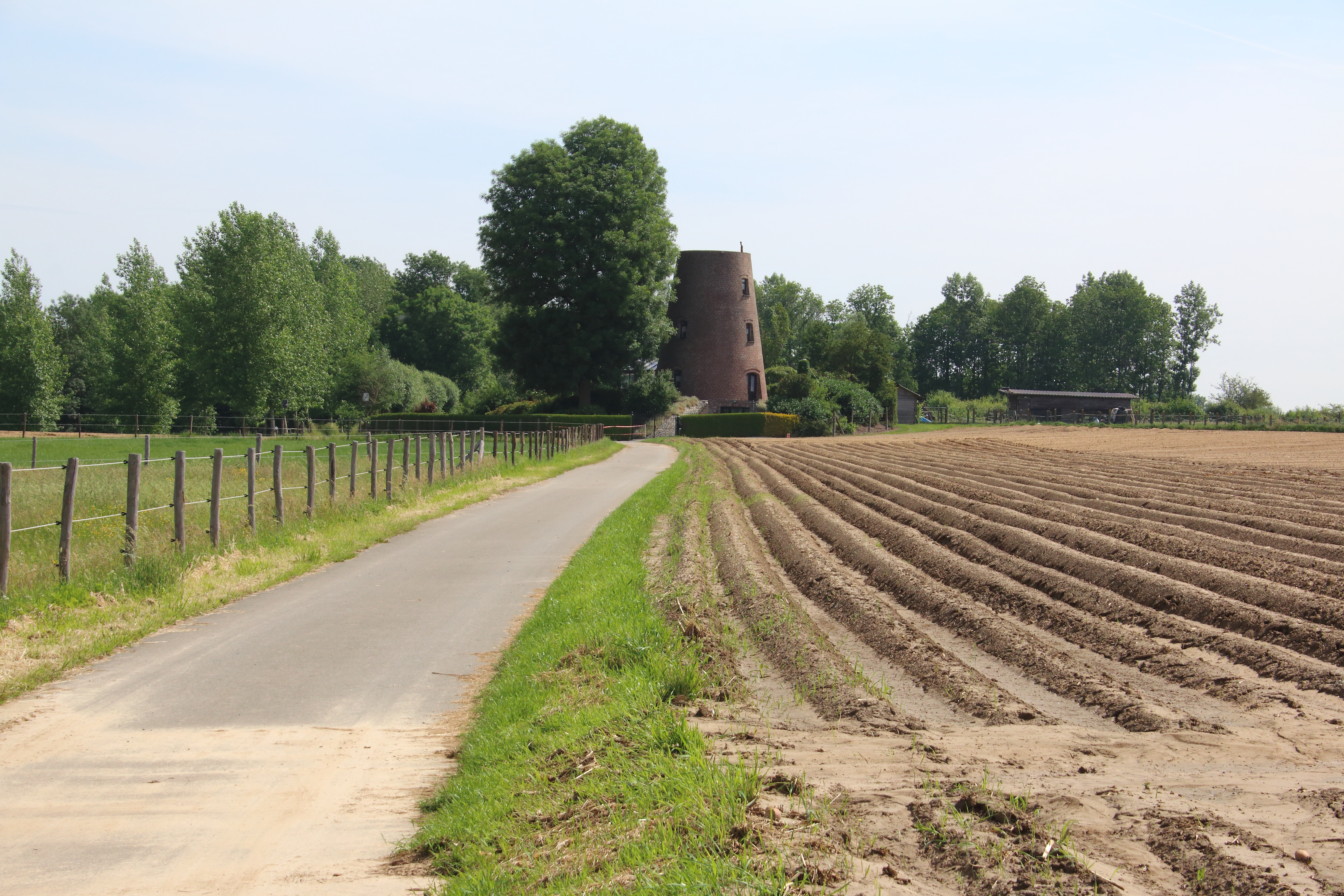
De Nieuwpoortmolen van Oombergen.
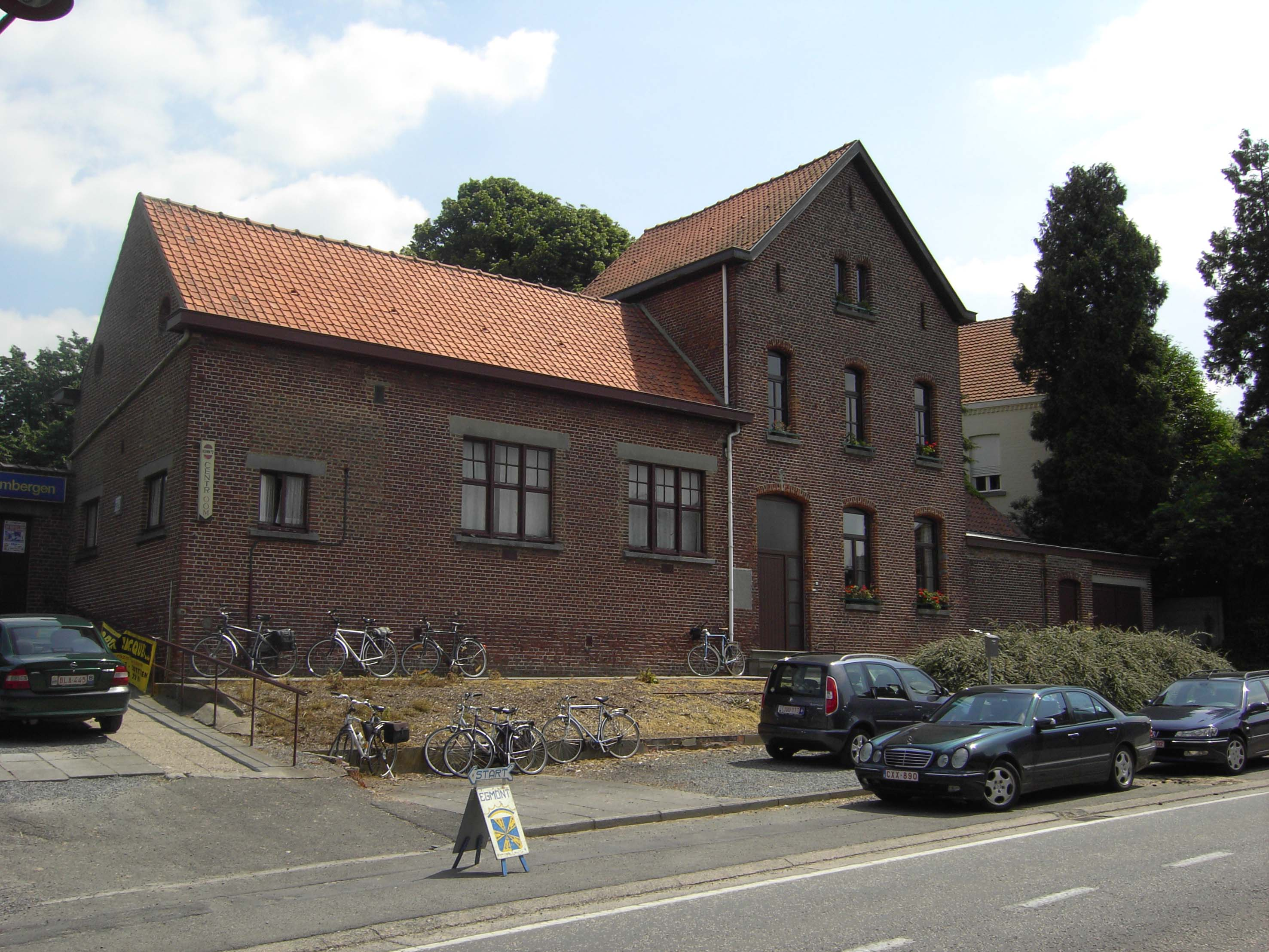
Het Ontmoetingscentrum.
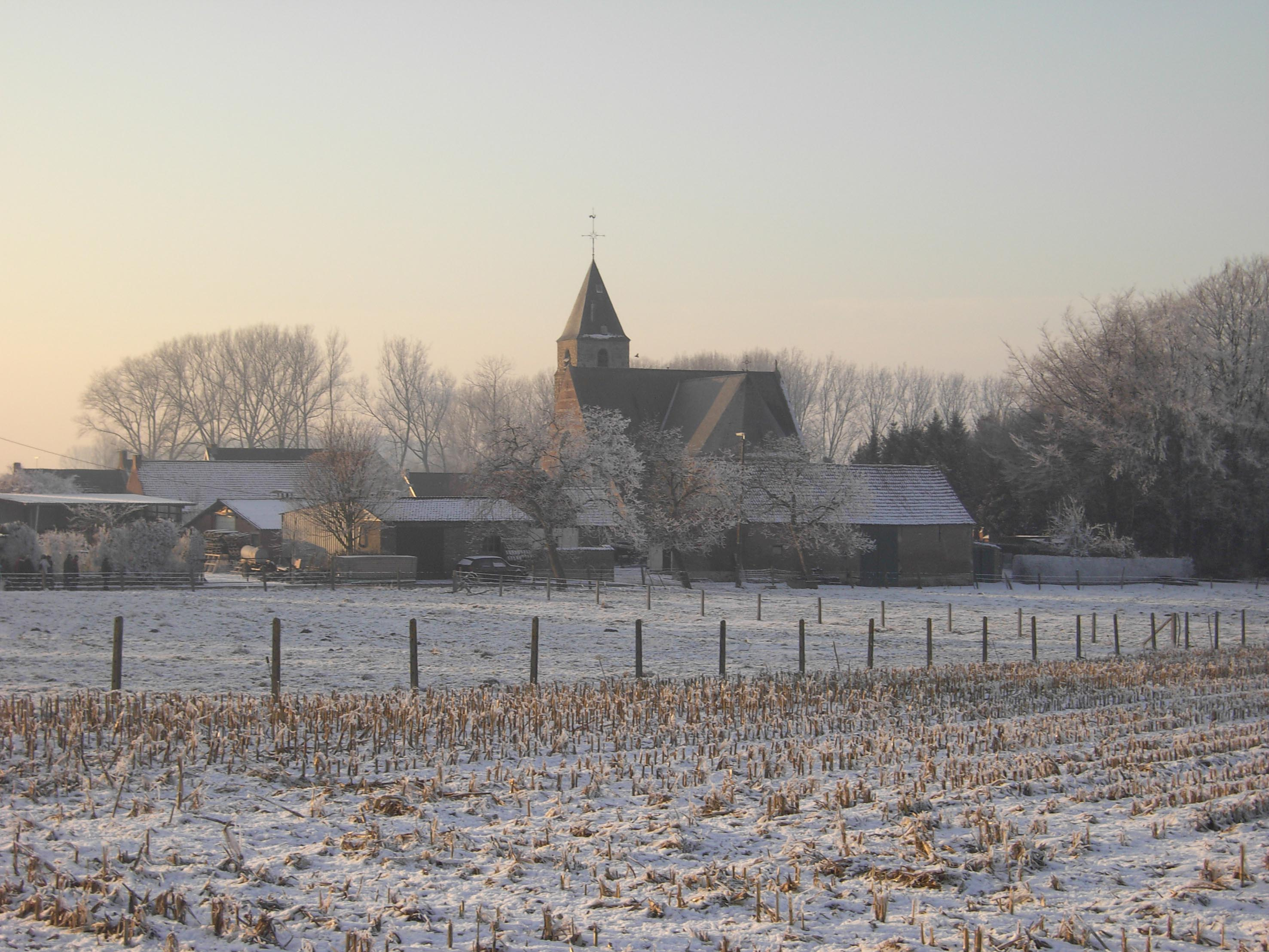
Het dorp Oombergen
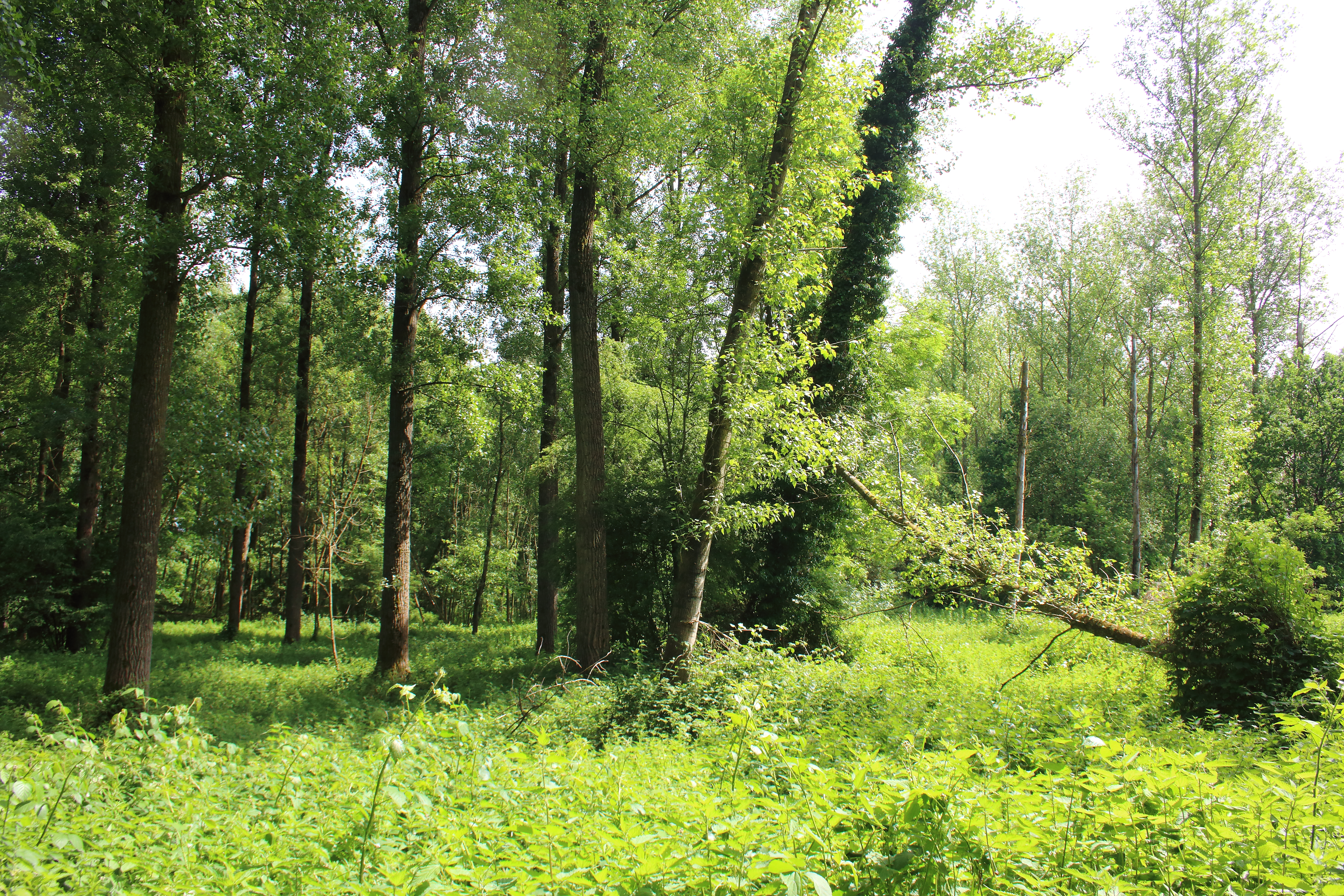
Natuurgebied Oombergse bossen en Cotthembos

## Nabijgelegen kernen
Hillegem, Leeuwergem, Elene, Sint-Lievens-Houtem
Deelgemeenten: Elene · Erwetegem · Godveerdegem · Grotenberge · Leeuwergem · Oombergen · Sint-Goriks-Oudenhove · Sint-Maria-Oudenhove · Strijpen · Velzeke-Ruddershove · Zottegem

Plaatsen, gehuchten en wijken: Bevegem · Ruddershove · Velzeke 

Belgische gemeenten · Arrondissement Aalst · Oost-Vlaanderen · Vlaanderen